# إستر الفوسفيت

الصيغة العامة لإسترات الفوسفيت المستحصلة من حمض الفوسفورز

استرات الفوسفيت أو الفوسفيتات العضوية هي فئة من مركبات الفوسفور العضوية التي لها الصيغة العامة P(OR)3.
تسود في هذه المركبات الرابطة الكيميائية P-O-C؛ بالتالي يمكن اعتبارها إسترات عضوية، وذلك غالباً لحمض الفوسفوروز H3PO3؛ حيث يكون الفوسفور بحالة أكسدة ثلاثية؛ ومن الأمثلة على ذلك مركب ثلاثي ميثيل الفوسفيت P(OCH3)3 ومركب ثنائي ميثيل الفوسفيت HP(O)(OCH3)2.

## التحضير
عند معالجة ثلاثي كلوريد الفوسفور بالكحول يستحصل على الفوسفيتات العضوية الموافقة حسب نوع الكحول المستخدم، كما تختلف درجة الاستبدال أيضاً حسب شروط التفاعل:
{\displaystyle {\ce {PCl3 + 3 C2H5OH -> (C2H5O)2P(O)H + 2 HCl + C2H5Cl}}}
على العموم يؤدي وجود قاعدة عضوية ساحبة للبروتونات إلى الاستبدال التام:
{\displaystyle {\ce {PCl3 + 3 C2H5OH + 3 R3N -> (C2H5O)3P + 3 R3NHCl}}}
بأسلوب آخر يمكن الحصول على الفوسفيتات العضوية من إجراء تفاعل أسترة تبادلية.